# Severiano Ballesteros
Severiano Ballesteros Sota, detto Seve (Marina de Cudeyo, 9 aprile 1957 – Marina de Cudeyo, 7 maggio 2011), è stato un golfista spagnolo, ai vertici delle classifiche mondiali per alcuni decenni.
Si mise in mostra nel circuito internazionale nel 1976, quando a 19 anni ottenne il secondo posto al British Open. Discendente di una famiglia di golfisti di talento, Ballesteros vinse cinque volte uno dei tornei Majors tra il 1979 e il 1988, tra cui due volte il Masters. Conseguì notevoli successi anche nella Ryder Cup, aiutando la squadra europea a conquistare la vittoria per 5 volte, sia come giocatore che come capitano.
Durante gli anni novanta Ballesteros faticò molto a mantenere uno stato di forma accettabile a causa di ripetuti problemi alla schiena; ciononostante continuò ad essere attivo nell'ambiente del golf creando il Seve Trophy e intraprendendo l'attività di progettista di percorsi. Si ritirò definitivamente dalle competizioni nel 2007.

## La prima parte della carriera
Nato a Pedreña, località balneare di Marina de Cudeyo in Cantabria, imparò a giocare sulle spiagge vicino a casa, usando soprattutto una mazza ferro-3 che gli era stata data da uno dei suoi fratelli maggiori.
Suo zio Ramón Sota era stato a sua volta un giocatore professionista, quattro volte campione di Spagna e 6º posto ai Masters del 1965. Il fratello maggiore Manuel era stato tra i primi 100 giocatori dell'European Tour consecutivamente dal 1972 al 1983 e più tardi diventò il suo allenatore. Anche gli altri due fratelli Vicente e Baldomero e il nipote Raúl sono stati golfisti professionisti
Ballesteros passò al professionismo nel marzo 1974 all'età di soli 16 anni. Nel 1976 esplose sulla scena internazionale piazzandosi al secondo posto nel British Open giocato al Royal Birkdale Golf Club. Dopo il terzo giro Ballesteros conduceva con due colpi di vantaggio, ma un ultimo giro chiuso a 74 lo fece finire secondo pari merito con Jack Nicklaus, a sei colpi di distacco dal vincitore Johnny Miller. In quell'anno vinse l'European Tour Order of Merit, titolo che vincerà nel corso della carriera per sei volte complessivamente.
L'averlo ottenuto anche per i due anni successivi rappresentò un record per l'epoca, record che venne poi battuto da Colin Montgomerie.
Alla fine del 1988 diventò numero 1 della classifica dell'Official World Golf Rankings; la classifica è compilata solo a partire dal 1986, ma Ballesteros figurò in precedenza al primo posto anche della McCormack's World Golf Rankings, pubblicata sugli annuali "World Of Professional Golf" di Mark McCormack (classifica da cui poi è stata sviluppata quella ufficiale) dal 1983 al 1985. Complessivamente guidò il ranking del golf mondiale per 61 settimane tra il 1986 e il 1989.
Ballesteros conquistò cinque vittorie nei quattro tornei più importanti del circuito: nel 1980 e nel 1983 il Masters e nel 1979, 1984 e 1988 il British Open. La sua vittoria del 1980 al Masters fu la prima di un giocatore europeo, e all'epoca fu il giocatore più giovane a conquistarla, all'età di 23 anni (il record è stato battuto da Tiger Woods nel 1997).
Anche nel caso del British Open fu il più giovane vincitore del XX secolo, risultando inoltre il primo giocatore proveniente dall'Europa continentale a vincerlo dal 1907 quando aveva trionfato il francese Arnaud Massy.
Fu un campione anche con la formula del match play; vinse per cinque volte il World Match Play Championship e fu uno dei punti di forza della squadra europea in Ryder Cup per gran parte degli anni '80 e '90, ottenendo 20 vittorie su 37 incontri contro gli statunitensi; la coppia composta da lui e dall'altro spagnolo José María Olazábal è una di quelle di maggior successo nella storia della competizione con 11 vittorie e due pareggi ottenuti su 15 incontri. Con Ballesteros in squadra l'Europa conquistò la Ryder Cup nel 1985, mantenendola nel 1987 e nel 1989, e nuovamente nel 1995 e 1997.

## La seconda parte della carriera, il ritiro e la morte
Nel 1999 Ballesteros venne introdotto nella World Golf Hall of Fame, aggiungendosi ad altri grandissimi giocatori come Jack Nicklaus e Arnold Palmer. Nel 2000 creò il Seve Trophy, una competizione a squadre simile alla Ryder Cup che contrappone la Gran Bretagna e l'Irlanda contro una squadra dell'Europa continentale. Nel 2000 Ballesteros fu giudicato il 16º golfista di tutti i tempi dalla rivista Golf Digest, il migliore dell'Europa continentale.
A partire dalla fine degli anni '90 Ballesteros giocò solo saltuariamente a causa di problemi fisici alla schiena. Secondo alcuni i problemi sarebbero cominciati molto presto, da quando, giovane all'inizio della carriera, aveva l'abitudine di dormire su pavimento della casa di amici per risparmiare soldi. Nel 2006 dichiarò di aver voglia di giocare un maggior numero di tornei nel corso della stagione: riuscì a qualificarsi per il British Open dopo aver disputato un solo altro torneo del circuito europeo, l'Open de France nel quale non aveva superato il taglio di metà torneo.
Fu il capitano della squadra europea al Royal Trophy fin dalla sua creazione nel 2006, e venne designato capitano non-giocatore anche per l'edizione 2008. A causa dell'aggravarsi dei problemi alla schiena il 16 luglio 2007 Ballesteros annunciò il proprio ritiro dal golf giocato, calando così il sipario sulla propria splendida carriera.
Il 10 ottobre 2008 si diffuse la notizia che Ballesteros era gravemente ammalato ed era stato ricoverato in un ospedale di Madrid. Due giorni dopo lui stesso confermò che gli era stato diagnosticato un tumore al cervello. Il 16 ottobre venne resa pubblica la notizia che Ballesteros aveva superato un'operazione chirurgica della durata di dodici ore eseguita per la rimozione del tumore.
Muore il 7 maggio 2011 dopo un rapido peggioramento delle sue condizioni fisiche.

## Vittorie

### Vittorie nel circuito europeo
- 1976 (2) Dutch Open, Lancome Trophy
- 1977 (3) Open de France, Uniroyal International Championship, Swiss Open
- 1978 (4) Martini International, Braun German Open, Scandinavian Enterprise Open, Swiss Open
- 1979 (2) Lada English Golf Classic, The Open Championship
- 1980 (3) Madrid Open, Martini International, Dutch Open
- 1981 (2) Scandinavian Enterprise Open, Benson and Hedges Spanish Open
- 1982 (2) Madrid Open, Paco Rabanne Open de France
- 1983 (3) Sun Alliance PGA Championship, Carroll's Irish Open, Lancome Trophy
- 1984 (1) The Open Championship
- 1985 (4) Carroll's Irish Open, Peugeot Open de France, Sanyo Open, Benson and Hedges Spanish Open
- 1986 (6) Dunhill British Masters, Carroll's Irish Open, Johnnie Walker Monte Carlo Open, Peugeot Open de France, KLM Dutch Open, Lancome Trophy
- 1987 (1) Suze Open
- 1988 (5) Mallorca Open de Baleares, The Open Championship, Scandinavian Enterprise Open, German Open, Lancome Trophy
- 1989 (3) Madrid Open, Epson Grand Prix of Europe Matchplay Championship, Ebel European Masters Swiss Open
- 1990 (1) Open Renault de Baleares
- 1991 (2) Volvo PGA Championship, Dunhill British Masters
- 1992 (2) Dubai Desert Classic, Turespana Open de Baleares
- 1994 (2) Benson & Hedges International Open, Mercedes German Masters
- 1995 (1) Peugeot Spanish Open

### Vittorie nel circuito PGA
- 1978 (1) Greater Greensboro Open
- 1979 (1) The Open Championship
- 1980 (1) Masters
- 1983 (2) Masters, Manufacturers Hanover Westchester Classic
- 1984 (1) The Open Championship
- 1985 (1) USF&G Classic
- 1988 (2) Manufacturers Hanover Westchester Classic, The Open Championship

### Vittorie nel circuito giapponese
- 1977 Japan Open, Dunlop Phoenix
- 1978 Japan Open
- 1981 Dunlop Phoenix
- 1988 Visa Taiheiyo Masters
- 1991 The Crowns

### Altre vittorie
- 1974 Campionato nazionale spagnolo under 25, Open de Vizcaya
- 1975 Campionato nazionale spagnolo under 25
- 1976 Memorial Donald Swaelens, Cataluña Championship, Tenerife Championship, World Cup of Golf (con Manuel Piñero)
- 1977 Otago Classic (Nuova Zelanda), Braun International Golf (Germania - torneo che non faceva parte dell'European Tour), World Cup of Golf (con Antonio Garrido)
- 1978 Kenya Open, Campionato nazionale spagnolo under 25
- 1979 Open el Prat
- 1981 Australian PGA Championship, Suntory World Match Play Championship (Inghilterra - torneo che non faceva parte dell'European Tour)
- 1982 Masters di San Remo (Italia), Suntory World Match Play Championship (Inghilterra - torneo che non faceva parte dell'European Tour)
- 1983 Million Dollar Challenge (Sudafrica)
- 1984 Suntory World Match Play Championship (Inghilterra - torneo che non faceva parte dell'European Tour), Million Dollar Challenge (SudAfrica)
- 1985 Campionato nazionale spagnolo professionisti, Suntory World Match Play Championship (Inghilterra - torneo che non faceva parte dell'European Tour), Campeonato de España-Codorniu
- 1987 APG Larios, Campionato nazionale spagnolo professionisti
- 1988 APG Larios
- 1991 Toyota World Match Play Championship (Inghilterra - torneo che non faceva parte dell'European Tour)
- 1992 Copa Quinto Centenario per Equipos, Fifth Centenary Cup (torneo di squadra)
- 1995 Tournoi Perrier (torneo di squadra)

### Tornei di squadra
- Ryder Cup: 1979, 1983, 1985 (vincitore), 1987 (vincitore), 1989 (parità, trofeo mantenuto), 1991, 1993, 1995 (vincitore), 1997 (vincitore come capitano non giocatore)
- Alfred Dunhill Cup: 1985, 1986, 1988
- World Cup of Golf: 1975, 1976 (vincitore con Manuel Piñero), 1977 (vincitore con Antonio Garrido), 1991
- Hennessy Cognac Cup: 1976, 1978, 1980
- Double Diamond: 1975, 1976, 1977
- Seve Trophy: 2000 (vincitore), 2002, 2003 (capitano non giocatore), 2005 (capitano non giocatore)
- Royal Trophy: 2006 (vincitore come capitano non giocatore)